# Dactylagnus peratikos
Dactylagnus peratikos är en fiskart som beskrevs av Böhlke och Caldwell, 1961. Dactylagnus peratikos ingår i släktet Dactylagnus och familjen Dactyloscopidae. Inga underarter finns listade i Catalogue of Life.